# UARS
De Upper Atmosphere Research Satellite (UARS) is een observatorium voor aardobservatie vanuit de ruimte om onderzoek te doen op de atmosfeer en de ozonlaag in het bijzonder.
De kunstmaan werd in 1991 in de ruimte gebracht door vlucht STS-48 Space Shuttle Discovery.
De missie was gepland voor een periode van drie jaar, maar na 14 jaar (juni 2005) werd de missie afgebroken met nog zes werkende van de 10 instrumenten. Begin december 2005 werd dan opdracht gegeven voor een terugkeer in de dampkring.
Op 26 oktober 2010 moest het ISS een ontwijkmanoeuvre verrichten omdat de banen elkaar kruisten.
De terugkeer werd aangekondigd op 23 september 2011.
Op 24 september om 1:30 ET werd de terugkeer gemeld (nog onbevestigd)

## Instrumenten

### Chemisch onderzoek

#### Cryogenic Limb Array Etalon Spectrometer (CLAES)
CLAES was een spectrometer die de hoeveelheid en verspreiding van stikstof en chloorbestanddelen, ozon, waterdamp en methaan meet. Hiervoor nam het steeds een staal van het gas en mat via infrarood de wijzigingen in het spectrum dat elk gas veroorzaakte.
Om de lage concentraties te kunnen meten bestond het toestel uit een telescoop en een infrarood spectrometer en beide werden gekoeld om storingen te minimaliseren door neon tot −257 °C en koolstofdioxide tot -150 °C. Vanaf 5 mei 1993 warmden de instrumenten op omdat de neon en koolstofdioxide reeds verdampt was.
Het instrument was schuin gericht zodat het door de stratosfeer en de laagste mesosfeer kon kijken. Dit leverde een massa aan gegevens over de concentraties op verschillende hoogtes en op verschillende tijdstippen van dagen, weken, seizoen.

#### Improved Stratospheric and Mesospheric Sounder (ISAMS)
ISAMS was een infrarood radiometer om de thermische emissie van de horizon te meten. Het doel was om in de tropopauze en mesopauze temperatuur te meten als een graad van de gasdruk, de verspreiding van waterdamp en de verspreiding van enkele gassen. DE ISAMS bleef actief tot juli 1992.

#### Microwave Limb Sounder (MLS)

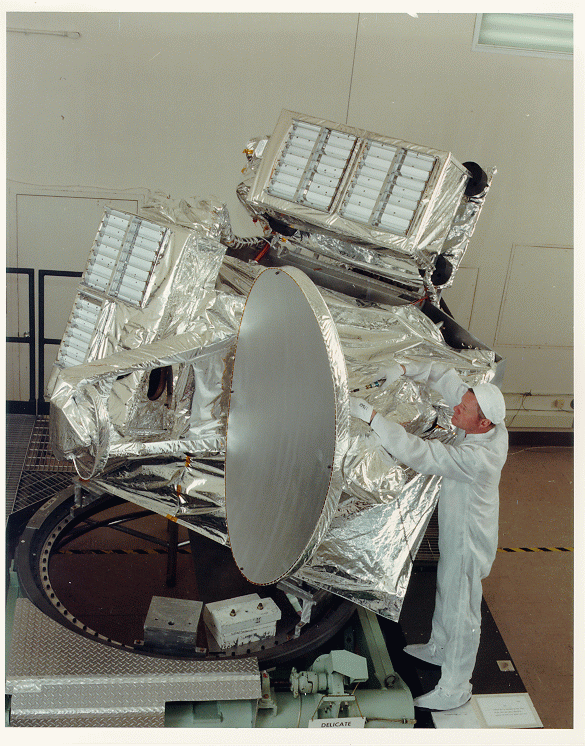
De MLS voor installatie op de kunstmaan

De MLS detecteerde in de natuur voorkomende microgolf-thermische emissie om een verticale doorsnede van de atmosfeer weer te geven.
Het instrument bestond uit drie radiometers die aan de hand van drie spiegels een onderdeel onderzochten. De 63 GHz-radiometer voor temperatuur en druk, de 183 GHz-radiometer voor waterdamp en ozon en de 205 GHz-radiometer voor ClO, ozon, zwaveldioxide, salpeterzuur en waterdamp.. Het dekkingsgebied van 0 tot 90 km hoogte werd om de 65,5 seconden gemeten. De 183 GHz-radiometer begaf het na 19 maanden terwijl de beide andere tot het einde van de missie operationeel bleven.

#### Halogen Occultation Experiment (HALOE)
HALOE meet ozon (O3), zoutzuur (HCl), waterstoffluoride (HF), methaan (CH4), waterdamp (H2O), stikstofmonoxide (NO), stikstofdioxide (NO2), temperatuur, aerosolsamenstelling. Hiervoor gebruikt men acht verschillende golflengtes van infrarood die de hoeveelheid geabsorbeerde zonne-energie meet.
Het toestel was nog actief bij het afsluiten van de missie in 2005.

### Dynamica

#### High Resolution Doppler Imager (HRDI)
HRDI meet gebruikmakend van het dopplereffect het absorptiespectrum van zuurstof. De HRDI bleef operationeel tot april 2005.

#### Wind Imaging Interferometer (WINDII)
De WINDII meet wind, temperatuur en de emissie van poollicht.
Met twee telescopen (45 graden en 135 graden) en charge-coupled device-camera werd naar de randverduistering gekeken.

### Energie

#### Solar Ultraviolet Spectral Irradiance Monitor (SUSIM)
SUSIM meet ultraviolet (UV)-stralen van de zon. De waarneming gebeurt door de atmosfeer om te kunnen vergelijken met de hoeveelheid die de aarde bereikt.
Omdat uv-licht een negatieve invloed heeft op de nauwkeurigheid en de levensduur van de toestellen werden er twee identieke toestellen ingebouwd: een voor permanente metingen en één dat op bepaalde tijdstippen de nauwkeurigheid van de eerste spectrometer controleerde.

#### Solar Stellar Irradiance Comparison Experiment (SOLSTICE)
De Solar Stellar Irradiance Comparison Experiment mat de zonnestraling. Als referentie werd de straling gebruikt van heel stabiele bekende blauwe sterren.

#### Active Cavity Radiometer Irradiance Monitor II (ACRIM2)

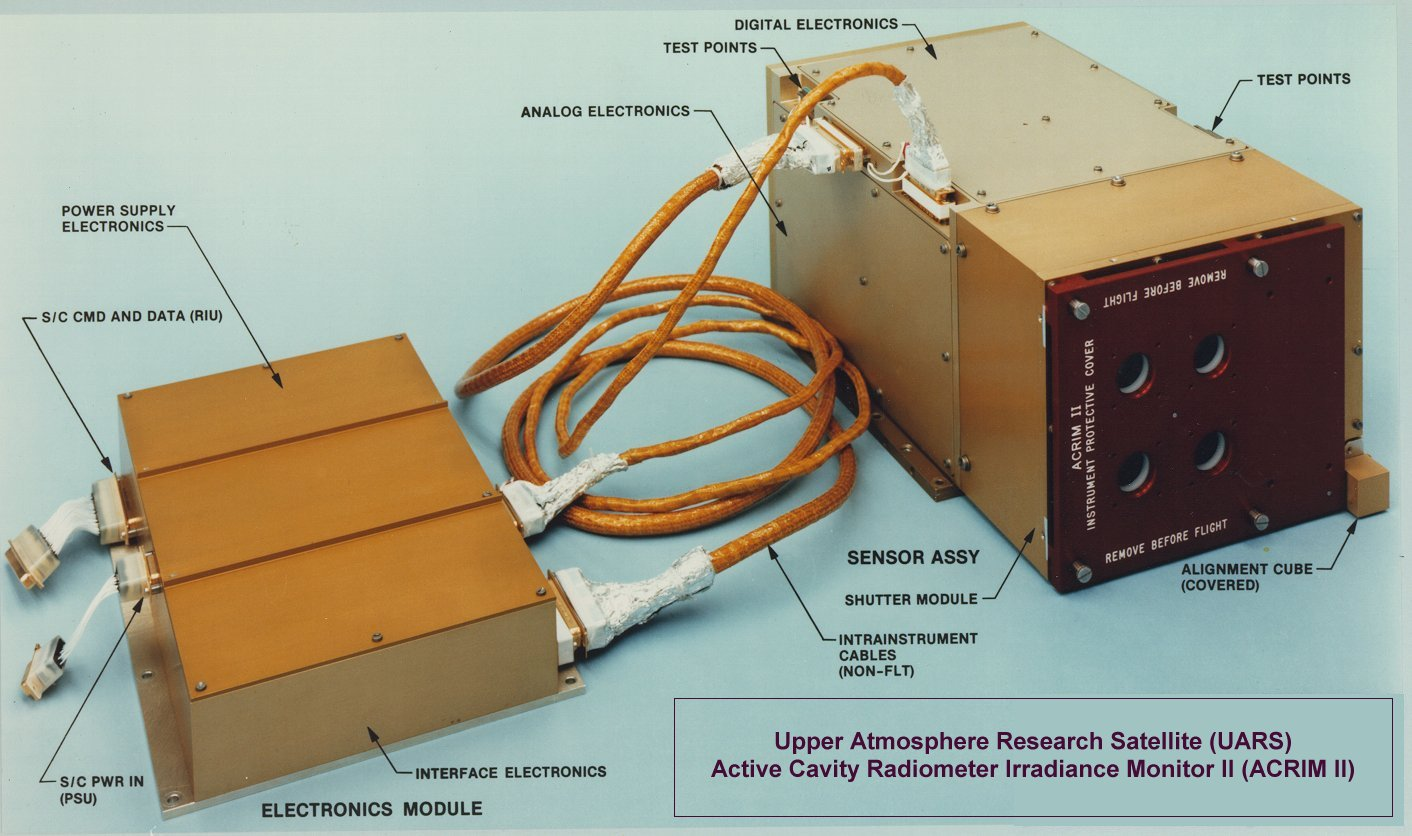
ACRIM2

De ACRIM2 nam de totale radiomagnetische straling van de zon waar (TSI total solar irradance). De metingen van deze radiostralingen leverden reeds bevindingen in de relatie met de magnetische activiteit van de zon. Het effect op de klimaatsverandering werd in het verleden onderschat.

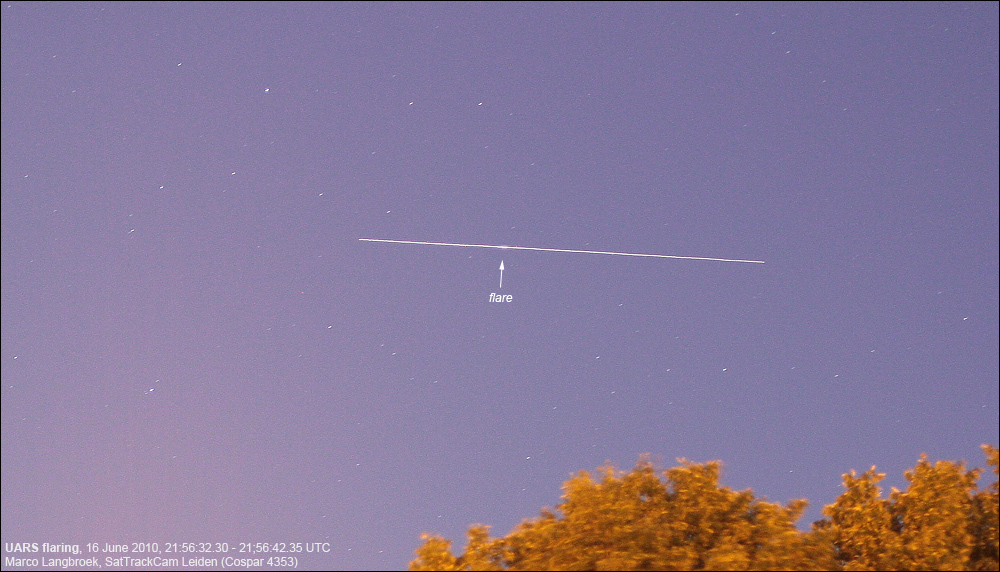
Een passage van de UARS gefotografeerd te Leiden op 16 juni 2010 (foto M. Langbroek)